# 요시다 다이주
요시다 다이주(일본어: 吉田 泰授, 2000년 4월 21일~)는 일본의 축구 선수이다.

## 구단 경력
그는 2022년 J2리그의 몬테디오 야마가타에 입단했다.